# Zvučna izolacija
Zvučna izolacija je svojstvo građevinske konstrukcije da u što većoj mjeri spriječi prenošenje zvučne energije iz jednog prostora u drugi. Zvučna izolacija se dijeli na:
- zvučnu izolaciju od udarne buke (prenosi se konstrukcijom ili krutim medijem) i
- zvučnu izolaciju od prostorne buke (prenosi se zrakom putem zračnih valova).

S obzirom na to da nije moguće izolirati sve izvore buke, a nije prirodno da se zaštitimo od primanja svih zvukova, moramo pronaći način da spriječimo dolazak samo neusklađenih i složenih zvučnih valova. Metoda koja se najčešće rabi za određivanje zvučne izolacije je zvučna izolacijska moć Rw, a brojčano se izražava u decibelima (dB). Pri tome je važno upamtiti da zvučna izolacijska moć Rw za neki materijal iskazan u dB ne pokazuje koliko buke taj materijal propušta, već iskazuje za koliko dB on smanjuje njezinu razinu. To znači da vanjsku ulaznu buku od 110 dB jednostruko staklo d = 4 mm (Rw = 30 dB) smanjuje za 30 dB i u prostor nam ulazi buka od 80 dB.

## Zvučna izolacijska moćRw
Zvučna izolacijska moć Rw je fizikalna veličina koja opisuje građevinsku konstrukciju (zid, međukatnu konstrukciju, vrata, prozor i sl.) u pogledu zvučne izolacije od prostorne buke. Zvučna izolacijska moć Rw određuje se u laboratorijskim uvjetima, a na uzorku kojem je površina desetak četvornih metara ili više. Određivanje Rw propisano je standardima.
Zvučna izolacijska moć dana je jednadžbom:
{\displaystyle R=L_{1}-L_{2}+10\log {\frac {S}{A}}} ,

gdje je:
L1 – razina zvučnog tlaka u predajnoj prostoriji, L2 – razina zvučnog tlaka u prijemnoj prostoriji, S – površina kroz koju zvučna energija prolazi,A – ukupna apsorpcirana površina u prijemnoj prostoriji. Veličine L1, L2 i A određuju se u tercnim opsezima.

Jednobrojna vrijednost Rw zove se zvučna izolacijska moć. Ova vrijednost se po pravilu daje u tehničkim uvjetima kojim se ostvaruje zvučna izolacija. Jednobrojna vrijednost dobiva se složenim postupkom pomjeranja standardne krivulje tako da suma negativnih odstupanja izmjerenih vrijednosti od standardne krivulje ne bude veća od 32 dB. S tako pomjerene standardne krivulje očitava se vrijednost na 500 Hz koja predstavlja traženu jednobrojnu vrijednost. Iako je uobičajeno da se izolacijska moć izražava kao jednobrojna vrijednost, proračune i analize zaštite od buke moguće je napraviti jedino uzimajući u obzir frekvencijsku zavisnost.

## Pet pravila zvučne izolacije
Ukupna energija koja se u obliku zvučnog tlaka predaje nekom pregradnom elementu raspoređuje se jednim dijelom na energiju odbijenog zračnog vala, drugim dijelom na apsorbiranu energiju i trećim dijelom na prenesenu energiju. Kod zvučne izolacije, cilj nam je da smanjimo prenesenu energiju, odnosno da se čitav pokušaj prebaci što je više moguće u područje apsorbiranog, odnosno reflektiranog zvuka, iako ovo drugo nije baš preporučljivo u mnogim slučajevima. Na taj način što je koeficijent prijenosa niži, to su i ukupni gubici u prijenosu zvuka viši, a to je ono što mi želimo. 
Razina zvučnog smanjenja iza odgovarajuće pregrade nije uvijek isti i jako se mijenja u ovisnosti od emitirane frekvencije. To u praksi može značiti da loša karakteristika odgovarajuće zvučne izolacije na niskim frekvencijama i dobra na višim, u praksi rezultira odličnim svojstvima izolacije u smislu redukcije buke od govora, galame, pa čak i glasne glazbe u obliku visokih tonova (violina, truba i sl.), ali da istovremeno ostane potpuno neučinkovita u smislu buke od skakanja, udaraca čašom o stol, dizalo, hodanje, perilica i slično.
Moramo skrenuti pažnju na osnovno, nulto pravilo koji je uvjet za primjenu i razmatranje svih ostalih, a to je „brtvljenje“. Bez obzira na poštovanje svih ostalih pravila, ako sustav nije dobro zabrtvljen, i ako su omogućeni izravni zvučni mostovi, svaka dalja priča pada u vodu i vrlo se jasno čuje i u drugoj prostoriji.

### Pravilo mase
Ovo je jednostavno i logično pravilo, koje kaže: „Svakom zvučnom valu (buka) bit će teže izazvati podrhtavanje bilo koje prepreke utoliko ako je ona inertnija (tromija, teža), odnosno ako ima veću masu. Drugim riječima, teži zid bit će ujedno i teže natjerati da vibrira. Ovo pravilo samo za sebe nije osobito korisno jer je čak i u teoretskim uvjetima potrebno veliko povećanje mase za mjerljiv učinak u zvučnoj izolaciji. Tako, duplirajući masu zida, poboljšanje zvučne izolacije iznosi tek negdje oko 6 dB. 
Pravilo mase je korisno samo u situacijama gde je problem buke povezan s postojećim pregradama male mase. U tim slučajevima, lakše je postići veće povećanje mase s istim materijalima nego kod teških masivnih zidova. U praksi, na klasičnom pregradnom zidu od gipsa, dupliranje slojeva gipskartonskih ploča daje učinak od oko 4 do 5 dB.

### Pravilo odvajanja (zračni džep ili odsutnost krutih veza)
To je jedno od najpopularnijih i najočiglednijih pravila. Stvaranjem zračnog džepa između dva sloja pregrade, uz što manju fizičku vezu ta dva sloja, postiže se poboljšanje zvučne izolacije. Umetanje elastičnih materijala između slojeva pregrade, stvaranje dvostrukih pregrada s pomaknutim stupovima, ima za posljedicu da će se jedan dio zvuka oslabiti prolaskom kroz zračni džep, a ostatak će se značajno umanjiti nailaskom na recimo umetnutu izolaciju od neke vrste apsorbirajućeg materijala (mineralna vuna, stiropor i sl.). 
Ipak, ni ovo pravilo nije univerzalno i vrlo je zavisno od frekvencije. U stvari, ovakve obloge sklone su rezonanciji, pa će takvi sustavi imati odlične karakteristike na frekvencijama koje su za jednu oktavu više od rezonantne frekvencije. A u onom dijelu spektra zvučnih oscilacija koji je u području oko rezonantne frekvencije, sve do polovine oktave iznad rezonantne frekvencije, ovakvi sustavi mogu još i dodatno pogoršati svojstva izolacije. Zbog toga, o ovome moramo voditi brigu. Što više uspijemo spustiti vrijednost rezonantne frekvencije, to će stupanj uporabe ovakvog sustava biti veći.

### Pravilo apsorpcije
To je jedno od najviše rasprostranjenih i najpoznatijih pravila, koje se često uspoređuje s kompletnom zvučnom izolacijom. Umetanjem apsorpcijskih materijala kao što su mineralna vuna, stiropor i sl., jedan dio zvuka gubi se unutar strukture samog materijala i ne prenosi se dalje. Jedna od koristi dodavanja ovih materijala u šupljine je i snižavanje vrijednosti rezonantne frekvencije cijelog sustava. Ipak, na veoma niskim frekvencijama učinak dodavanja ovakvih materijala nema mnogo smisla. Apsorpcijski materijali, tek u kombinaciji s ostalim elementima i pravilima zvučne zaštite, igraju važnu ulogu u ukupnom smanjenju razine prenesenog zvuka.

### Pravilo rezonancije
Može se lako dogoditi da ako ostvarimo prethodna pravila smanjenja buke, da se poveća rezonancija sustava. Na rezonantnoj frekvenciji će kompletan sustav, sa svom dodatnom masom, apsorberima, zračnim džepovima i ostalim elementima, početi vibrirati i prenositi zvuk u susjednu prostoriju. Što je ova frekvencija niža, to je bolje. Svaki mehanički sustav ima svoju vlastitu frekvenciju osciliranja. U trenutku kada se frekvencija prinudnih oscilacija (u našem slučaju buke) poklopi s frekvencijom osciliranja sustava, onda se događa pojava da se amplituda oscilacija linearno povećava tijekom vremena. Jačina zvuka razmjerna je upravo amplitudi oscilacija.
Postoje dva osnovna načina rješavanja problema rezonancije: 
- Prigušenje uporabom odgovarajućih elastičnih materijala koji smanjuju, odnosno prigušuju amplitudu osciliranja i time i smanjuju razinu zvuka koji se prostire s druge strane oscilirajuće komponente;
- Pomicanje rezonantne točke. Služeći se pravilnom kombinacijom prethodnih pravila,  rezonantna frekvencija se može pomjeriti na niže vrijednosti. S obzirom na to da će pregradni element rjeđe biti izložen zvuku frekvencije npr. od 70 Hz nego od 100 Hz, to znači da na taj način smanjujemo i vjerojatnost da će se u praksi uopće pojaviti rezonancija takvog elementa. Jer, bitno je naglasiti da je za pojavu rezonancije jako bitan i faktor vremena trajanja pobudnih oscilacija, imajući u vidu da se kod rezonancije upravo tijekom vremena trajanja pobudnih oscilacija postupno povećava amplituda pobuđenog elementa. Na taj način, ako poremećaj tlaka, odnosno zvučna oscilacija u području rezonantne frekvencije djeluje dovoljno kratko, u tom slučaju se pojava rezonancije zapravo neće ni dogoditi. Neće imati vremena da se dogodi. A upravo su najčešće takve oscilacije ispod 70 Hz.

### Pravilo provođenja zvuka
Ovo se pravilo odnosi na neizravno provođenje zvuka kroz konstruktivne elemente, koji zapravo nemaju veze s neposrednim pregradnim elementom. Zvuk se u susjednu prostoriju osim izravno kroz pregradni zid, prenosi i vibriranjem kroz strop i pod, odnosno provođenjem longitudinalnih valova kroz konstruktivne elemente poda i stropa, odnosno vrata i prozora. Čak, veoma često veći dio buke prolazi upravo ovim kanalima. Na taj način, zvučna izolacija će nam biti onoliko dobra koliko je dobra najlošija karika u ovom lancu. Zapravo, nikakvim dodatnim poboljšanjem zvučne izolacije pregradnog zida nećemo dobiti nikakav dalji učinak, ako ne presječemo kanale kojima se zvuk širi provođenjem kroz stropnu, odnosno podnu konstrukciju. 
Ovo se može izvoditi umetanjem mehaničkih prepreka (barijera), kanala, prigušivača oscilacija i vrlo je važno pravilo ove naknadne radove uraditi na strani izvora buke.

## Zaštita od udarne buke
Važno je napomenuti da u slučaju udarne buke, kod koje prevladava provođenja zvuka izravno kroz konstruktivne elemente, moramo voditi računa da problem treba riješiti upravo sa strane izvora buke. Ako zvučno apsorbirajući materijal postavimo u području izvora udarne buke, tada smo jednim potezom presjekli sve puteve kojima se zvuk mogao prenositi kroz konstrukciju. Uglavnom ovo pravilo treba poštovati kada je u pitanju izolacija buke od poda prema prostoriji ispod. Mnogo se manji učinak u tom slučaju postiže naknadnim radom na stropu u donjoj prostoriji, nego djelovanjem na podu u gonjoj prostoriji, i to zbog toga što će ako ima bilo kakve mogućnosti, zvuk slično kao i voda, naći neki put kojim će kroz konstrukciju, na ovaj ili onaj način, stići do susjedne prostorije. Ovo pravilo ne vrijedi jedino u slučaju da se donja prostorija izolira istovremeno i po zidovima i po stropovima.

## Vanjske poveznice
- www.audiologs.com – Zvučna izolacija
- Zavod za javno zdravstvo Istarske županije – Terenska mjerenja zvučne izolacije – Građevinska akustika (hrv.) (tal.)
- www.fer.unizg.hr – Doc. dr. sc. Antonio Petošić: »Mjerenje zvučne izolacije. Pokazna vježba iz Elektroakustike«[neaktivna poveznica]
- Tehničko veleučilište u Zagrebu – Dr. sc. Zoran Veršić: »Zvučna izolacija pregradnih zidova«  Arhivirana inačica izvorne stranice od 4. ožujka 2016. (Wayback Machine)